# Ytterbyn, Vännäs kommun
Ytterbyn är en småort i Vännäs kommun, Västerbottens län.

## Befolkningsutveckling
| Befolkningsutvecklingen i Ytterbyn 1990–2015                                                                          | Befolkningsutvecklingen i Ytterbyn 1990–2015 | Befolkningsutvecklingen i Ytterbyn 1990–2015 | Befolkningsutvecklingen i Ytterbyn 1990–2015 | Befolkningsutvecklingen i Ytterbyn 1990–2015 |
| --- | -------------------------------------------- | -------------------------------------------- | -------------------------------------------- | -------------------------------------------- |
| |                                              |                                              |                                              |                                              |
| År |                                              |                                              | Folkmängd                                    | Areal (ha)                                   |
| 1990 | 1990                                         |                                              | 40                                           | 8##                                          |
| 1995 | 1995                                         |                                              | 65                                           | 8#                                           |
| 2000 | 2000                                         |                                              | 63                                           | 8#                                           |
| 2005 | 2005                                         |                                              | 66                                           | 11#                                          |
| 2010 | 2010                                         |                                              | 68                                           | 12#                                          |
| 2015 | 2015                                         |                                              | 76                                           | 21#                                          |
| Anm.: Ny småort 1995. # Som småort. ## Befolkningen 31 december 1990 inom det område som avgränsades som småort 1995. |                                              |                                              |                                              |                                              |